# 磷脂酰肌醇
磷脂酰肌醇（英語：Phosphatidylinositol，缩写PI）是一种甘油磷脂分子，其中甘油的两个羟基与脂肪酸形成酯，一个羟基与肌醇-1-磷酸形成磷酸二酯。

磷脂酰肌醇的生物合成

磷脂酰肌醇作为一个化学小分子，在细胞内的信号转导过程中具有重要意义。
磷脂酰肌醇作为细胞膜的组分（占比很少），定域于细胞膜内表面，可以被磷脂酶C水解，进而产生肌醇三磷酸(IP3)以及甘油二酯(DAG)，参与到下游信号通路中，作用到十分广泛、种类繁多的效应蛋白上。因此，这样一些涉及到磷脂酰肌醇的信号通路，被称为“磷脂酰肌醇信号通路”。

## 功能
磷脂酰肌醇在结构上由一个三磷酸化的肌醇分子，和一分子甘油，两条脂肪连构成。其发挥信号转导功能的方式有两种，一种是以其自身的结构，招募细胞质中的信号蛋白，并将其定域在细胞膜。另一种是通过水解后形成的肌醇三磷酸与甘油二酯发挥作用。
就第一种方式而言，磷脂酰肌醇可以招募蛋白激酶B及其两个辅助激酶，并且定域在细胞膜内表面。在细胞膜内表面，这三者的聚集促成了蛋白激酶B的激活。激活后的蛋白激酶B被重新释放到蛋白质中，将信号传导到下游通路。
就第二种方式而言，被激活的G蛋白激活磷脂酶C。在磷脂酶C的作用下，被三磷酸化的肌醇分子（肌醇三磷酸IP3）从磷脂酰肌醇中脱离，余下的部分成为甘油二酯。肌醇三磷酸产生后，扩散到细胞质中，可以和位于内质网腔的钙离子通道蛋白结合，促进其开放，释放钙离子到细胞质中。甘油二酯则始终定域在细胞膜上。独立的甘油二酯分子于细胞中的钙离子，共同激活了蛋白激酶C，将信号传导到下游通路。除此以外，细胞质内提升的钙离子浓度会与钙调蛋白结合，并引发钙调蛋白构象转变，进而与靶标蛋白作用。钙调蛋白的下游靶标蛋白的经典例子是位于神经元突触的钙调蛋白依赖激酶（与学习和记忆的形成密切相关）。